# Dischistus biroi
Dischistus biroi är en tvåvingeart som först beskrevs av Becker 1906.  Dischistus biroi ingår i släktet Dischistus och familjen svävflugor. Inga underarter finns listade i Catalogue of Life.